# Rodbina Csányi
Rodbina Csányi, je bila starodavna ogrska plemiška rodbina na območju Železne in Zalske županije, ter današnjega Prekmurja.

## Zgodovina
Družina Csányi, tako kot Banffyji izvira iz znanega rodu (lat. genus) Hahót. Avtor kronike iz štirinajstega stoletja trdi, da je bil ustanovitelj rodu Hahót vitez Hahold, ki naj bi izviral iz rodu grofov Orlamünde iz Turingije (Nemčija) in naj bi prišel na Madžarsko leta 1163 na povabilo kralja Štefana III., da bi pomagal premagati uporno rodbino Csák. Haholdov pravnuk Csák (iz rodu Hahót),je bil eden najbolj vplivnih članov te Hahótove družine.

## Druzinsko drevo
- A1 Csák I iz rodu Hahot (1308–25), prvic se omenja kot Csányi leta 1325
  - B1Egyed (1348–65)
    - C1 Janez I (1365–76)
    - C2 Ladislav I (1365–76)
      - D1 Csák II (1406–33)
        - E1 Janez III (1444–64)
        - E2 Thomaz (1444–64)

      - D2 Blaz I (1426–75)
        - E1 Benedikt (1441–64)
          - F1 Martin I (1475)
            - G1 Bernard I

        - E2 Janez IV (1444–75), por. Katarina pl. Hosszútóthy de Hosszútóth (1467–68)
          - F1 Blaz II (1475–1532), namestnik velikega zupana Zalske zupanije 
            - G1 Stefan II (1496–1532)
            - G2 Gregor I (1515–32)
            - G3 Ákos (1515–76), por. Anna pl. Sitkey (1557)
              - H1 Ursula, por. Gabrijel pl. Sitkey

            - G1 Margareta (1496), por. Janez pl. Háshágyi
            - G2 Nikolaj II (1500–41), por. Lucija pl. Maráczy
              - H1 Bernard II (1549–81), namestnik velikega zupana Zalske zupanije, por. Magdalena pl. Kövér de Bagonya
                - I1 Jurij I (1592–1630), 1) por. Barbara pl. Perneszy de Osztopán 2) por. Katarina pl. Sylvester
                  - J1 Ana
                  - J2 Jurij II (1630)
                  - J3 Bernard III (1630–64), umrl v avstrijsku-turski vojni (1663-1664), por. Elizabeta pl. Keczer de Radovan
                    - K1 Bernard IV (1690), por. Kristina pl. Rumy de Rum
                      - L1 Terezija (1726)

                    - K2 Franc I (1726), 1) por. Marija pl. Rumy de Rum 2) por. Marija pl. Akács
                      - L1 Bernard V
                      - L2 Ana, 1) por. Ladislav pl. Prosznyák de Prosznyákfalva, 2) por. Gabrijel pl. Póka de Pókafalva
                      - L3 Franc II, odvetnik v Pesti, por. Ana pl. Huszár
                        - M1 Franc III
                        - M2 Bernard VI
                        - M3 Rosalija (1740-1783), por. Ladislav pl. Csertán (1734-1787) sodnik Zalske zupanije

                      - L4 Ladislav II (1704–71), sodnik Zelezne zupanije, por. Kristina pl. Hertelendy de Hertelend
                        - M1 Ignacij por. Kristina pl. Gaál de Gyula (hcerka Gasperja pl. Gaál de Gyula)
                          - N1 Terezija por. Janez pl. Tomasich de Novakovecz, geometer Zalske zupanije

                        - M2 Emerik IV huzarski stotnik
                        - M3 Bernard VII (u. 1796), por. Ana pl. Bessenyei de Galántha
                          - N1 Wendel (1773–1809)
                          - N2 Stefan III (1790–1849), por. Marija pl. Forintos de Forintosháza (1791–1854)
                            - O1 Aleksander (1810–47), okrajni glavar okrozja Krplivnik (1840–44), por. Sidonja pl. Inkey de Pallin (1820–86)
                              - P1 Paulina
                              - P2 Melanija
                              - P3 Karolina

                            - O2 Marija (1816–84), por. Karel pl. Rumy de Rum
                            - O3 Ludovika

                          - N3 Suzana (1790–1823), por. Janez pl. Püspöky de Lebesbény (1773-1842) huzarski polkovnik
                          - N4 Ladislav IV (1790–1849), minister revolucionarne vlade za transport (1849), usmrcen leta 1849

                        - M4 Ana (u. 1800), por. Andrej pl. Farkas de Boldogfa (1740-1782), okrajni glavar okraja Zalalövő

                      - L5 Jurij III namestnik velikega zupana Zalske zupanije (1758–60), por. Terezija pl. Nagy de Zalaapáti
                        - M1 Anton
                        - M2 Emerik V
                        - M3 Martin, glavni tozilec Zalske zupanije (1793–97)
                        - M4 Mihael II

                      - L6 Emerik III (u. 1769), por. Jozefa pl. Sallér de Jakabháza
                      - L7 Stefan IV
                      - L8

                - I2 Emerik I (1592), por. Katarina pl. Eördögh de Pölöskefő
                  - J1 Stefan III
                    - K1 Ladislav III
                    - K2 Jurij IV

                  - J2 Ludvik I
                    - K1 Ludvik II
                    - K2 Mihael I
                    - K3 Emerik II

                  - J3 Katarina por. Stefan pl. Kerpacsics poveljnik gradu Zalaegerszeg

              - H2  Gregor II (1549–68)
              - H3 Martin II (1549–51)

            - G3 Janez V (1515)
            - G4 hcerka

          - F2 Nikolaj I (1464–1529), por. Veronika pl. Rajky de Rajk
            - G1 Ursula (1524–28), por. Gaspar pl. Terjék

  - B2 Peter (1348–65)
    - C1 Janez II (1365–76)
    - C2 Stefan I (1365–76)